# Elqār
Elqār (persiska: القار) är en ort i Iran.   Den ligger i provinsen Khorasan, i den östra delen av landet, 800 km öster om huvudstaden Teheran. Elqār ligger 1 908 meter över havet och antalet invånare är 208.
Terrängen runt Elqār är kuperad.Runt Elqār är det glesbefolkat, med 12 invånare per kvadratkilometer. Närmaste större samhälle är Asadīyeh, 17,4 km öster om Elqār. Trakten runt Elqār är ofruktbar med lite eller ingen växtlighet.